# Конвой №4114
Конвой № 4114 — японський конвой часів Другої світової війни, проведення якого відбувалось у листопаді 1943-го. Більшість транспортів конвою знищив один американський підводний човен.
Вихідним пунктом конвою був атол Трук у центральній частині Каролінських островів, де ще до війни створили потужну базу японського ВМФ, з якої до лютого 1944-го провадились операції в цілому ряді архіпелагів. Пунктом призначення став розташований у Токійській затоці порт Йокосука, який під час війни обрали як базовий для логістики Труку.
До складу конвою, який вийшов у море 14 листопада 1943-го, увійшли транспорти «Чійо-Мару», «Удо-Мару», «Нікко-Мару» та «Хокко-Мару» (вело на буксирі мисливець за підводними човнами CH-10, пошкоджений літаками за кілька місяців до того), тоді як охорону забезпечували есмінець «Юдзукі», кайбокан (фрегат) «Фукує» та сторожовий корабель PB-46.
Маршрут конвою пролягав через кілька традиційних районів патрулювання американських підводних човнів, які зазвичай діяли на підходах до Труку, біля Маріанських островів, островів Огасавара та поблизу східного узбережжя Японського архіпелагу. Вночі 19 листопада 1943-го в районі за сім сотень кілометрів на південний схід від островів Огасавара підводний човен USS Harder торпедував та потопив «Хокко-Мару», загинуло 45 членів екіпажу та пасажирів.
USS Harder обійшов конвой і дав ще один залп, унаслідок якого важкі пошкодження дістало «Удо-Мару», на якому загинуло 5 членів екіпажу. Есмінець «Юдзукі» спробував вести Удо-Мару на буксирі, при цьому через шість годин після ураження корпус пошкодженого судна розломився й кормова секція затонула. Ще через вісім годин на допомогу підійшов «Нікко-Мару», який спробував перебрати на себе буксирування Удо-Мару. Втім, це не вдалося й вирішили полишити Удо-Мару, яке пізніше затонуло.
До завершення все тієї ж доби американський підводний човен USS Harder здійснив дві атаки по «Нікко-Мару», випустивши 4 та 3 торпеди відповідно. Дві з торпед останнього залпу поцілили Нікко-Мару, проте на судні певний час вдавалось відкачувати воду, що надходила в корпус. З USS Harder дали ще один залп, цього разу з 5 торпед, проте жодна з них не влучила в ціль. Тоді командир підводного човна спробував наблизитись і добити транспорт артилерією (він уже не мав на борту торпед), але з Нікко-Мару відкрили вогонь і примусили субмарину полишити район бою. Втім, у підсумку Нікко-Мару затонув 20 листопада, загинуло 95 членів екіпажу.
Що стосується «Чійо-Мару», то він в день розгрому конвою 19 листопада 1943-го узяв на буксир CH-10 і під охороною «Фукує» попрямував далі на північ. 21—23 листопада вони побували на острові Тітідзіма (архіпелаг Огасавара), а 26 (за іншими даними — 27) листопада досягнули Йокосуки. Можливо відзначити, що CH-10 пройде ремонт та повернеться на службу, але загине в травні 1944-го внаслідок навігаційної аварії.
«Юдзукі» прибув до Йокосуки 25 листопада, PB-46 — 27 листопада.